# Tênis de mesa nos Jogos Pan-Americanos de 1991
O tênis de mesa nos Jogos Pan-Americanos de 1991 foi realizado em Havana, em Cuba.

## Eventos
| Evento                        | Ouro                                                         | Prata                                                                     | Bronze                                                               |
| ----------------------------- | ------------------------------------------------------------ | ------------------------------------------------------------------------- | -------------------------------------------------------------------- |
| Individual masculino detalhes | Hugo Hoyama (BRA)                                            | Cláudio Kano (BRA)                                                        | James Butler (USA)                                                   |
| Individual masculino detalhes | Hugo Hoyama (BRA)                                            | Cláudio Kano (BRA)                                                        | Horatio Pintea (CAN)                                                 |
| Individual feminino detalhes  | Insook Bhushan (USA)                                         | Lily Yip (USA)                                                            | Jackeline Díaz (CHI)                                                 |
| Individual feminino detalhes  | Insook Bhushan (USA)                                         | Lily Yip (USA)                                                            | Madeleine Armas (CUB)                                                |
| Duplas masculinas detalhes    | BRA Brasil Hugo Hoyama Cláudio Kano                          | CAN Canadá Joe Ng Horatio Pintea                                          | BRA Brasil Carlos Kawai Silney Yuta                                  |
| Duplas masculinas detalhes    | BRA Brasil Hugo Hoyama Cláudio Kano                          | CAN Canadá Joe Ng Horatio Pintea                                          | CUB Cuba Ruben Arado Ernesto Gonzalez                                |
| Duplas femininas detalhes     | USA Estados Unidos Li Ai Lily Yip                            | USA Estados Unidos Insook Bhushan Diana Gee                               | CUB Cuba Madeleine Armas Yolanda Rodrigues                           |
| Duplas femininas detalhes     | USA Estados Unidos Li Ai Lily Yip                            | USA Estados Unidos Insook Bhushan Diana Gee                               | CAN Canadá Julie Barton Caroline Sylvestre                           |
| Duplas mistas detalhes        | USA Estados Unidos Sean O'Neill Diana Gee                    | CUB Cuba Ruben Arado Yolanda Rodrigues                                    | CAN Canadá Joe Ng Julie Barton                                       |
| Duplas mistas detalhes        | USA Estados Unidos Sean O'Neill Diana Gee                    | CUB Cuba Ruben Arado Yolanda Rodrigues                                    | CUB Cuba Ernesto Gonzalez Madeleine Armas                            |
| Equipes masculinas detalhes   | BRA Brasil Cláudio Kano Hugo Hoyama Carlos Kawai Silnei Yuta | USA Estados Unidos James Butler Sean O'Neill Dhirem Narotam Chi-Sun Chui  | CAN Canadá Joe Ng Horatio Pintea Francis Trudel Come-Vincent Bernier |
| Equipes femininas detalhes    | USA Estados Unidos Insook Bhushan Diana Gee Lily Yip Li Ai   | CUB Cuba Madeleine Armas Yolanda Rodriguez Leticia Suarez Maricel Ramirez | BRA Brasil Carla Tibério Lyanne Kosaka Marta Massuda Monica Doti     |